# Tanc T-24
El T-24 va ser un tanc mitjà soviètic construït el 1931. Només se'n van construir vint-i-quatre i cap va entrar en combat.
Aquest va ser el primer tanc produït a la fàbrica KhPZ de Kharkov, que més tard va ser responsable de la sèrie de tancs soviètics BT i el T-34 i T-54, amb molt d'èxit. La suspensió del T-24 es va utilitzar amb èxit en els primers tractors d'artilleria de la Unió Soviètica.
L'armament principal del T-24 era un canó de 45 mm. Tenia en un muntatge de bola una  metralladora mm DT de 7,62 mm al casc, una altra a la torreta i una tercera en una torreta secundària dalt de la torreta principal. El tanc estava ben blindat per a la seva època, però el motor i la transmissió tenien problemes.

## Història de la producció
L'any 1928 es va establir una oficina de disseny de tancs a la fàbrica de locomotores de Kharkov (KhPZ) a Kharkov, Ucraïna soviètica. El primer projecte de tancs de la fàbrica va ser el T-12 (o T-1-12). Es tractava d'una versió més gran del T-18, amb un motor més potent (el T-18 estava basat en el Renault FT). La idea del tanc T-24 era tan fantàstica que l'agost de 1930, el Consell Militar Revolucionari (RVS) va encarregar uns 1.600 tancs T-24, en comparació amb la producció mundial de 900 durant aquests anys.
El T-24 es va encarregar com un esforç per recuperar els esforços de disseny del T-12. La cancel·lació del T-24 va ser provocada per mateixos factors s'havien passat per alt en el T-12, això va fer que el T-24 estigués ple d'errors que es consideraven bàsics. Això incloïa errors mecànics dins del tren motriu i de la suspensió. Després que s'haguessin construït vint-i-cinc tancs T-24, es va cancel·lar tot el projecte. Es va construir un prototip i es va autoritzar la producció de trenta tancs el 1930, però el rendiment del vehicle va ser tan decebedor que es va decidir fer més treballs de desenvolupament. En total, es van construir vint-i-cinc tancs. Finalment, els tancs que quedaven es van utilitzar com a unitats de tancs d'entrenament de l'Exèrcit Roig.
El projecte va ser redesignat T-24, es van completar els treballs per solucionar problemes amb la transmissió i el sistema de combustible i es va dissenyar una torreta més gran. Es van dur a terme les proves inicials, durant les quals el rendiment es va trobar satisfactori, tot i que el motor del prototip es va incendiar i la torre va haver de ser transferida a un prototip T-12 per a més proves. Només un total de vint-i-quatre es van construir durant l'any 1931. Els T-24 estaven originalment armats només amb metralladores, l'any següent es van armar amb un canó de 45 mm
El T-24 es va trobar poc fiable i només es va utilitzar per a entrenaments i desfilades. Tot i que el tanc T-24 va ser un fracàs, va donar al KhPZ la seva experiència inicial de disseny i producció de tancs, que es va aplicar amb molt més èxit en adoptar la producció del tanc Christie dels EUA com a sèrie de tancs BT, a partir de 1931.
Finalment, el T-24 es va cancel·lar a la meitat de la producció a causa d'on es trobava en la línia de tancs soviètics que ja existia en aquell moment. El T-24 estava pensat per cobrir el buit existent entre els tancs lleugers i els pesats introduint la mecànica d'un tanc mitjà. Durant el procés de disseny del T-24, els soviètics es van centrar en molts punts de disseny per a una solució al seu problema, inclosos els tancs T-19, T-21 i T-23. Tanmateix, mentre estava sotmès a proves, el T-24 competia amb el tanc Grotte-1 més conegut, també conegut com el TG-1 i que finalment els soviètics van batejar com el T-22.

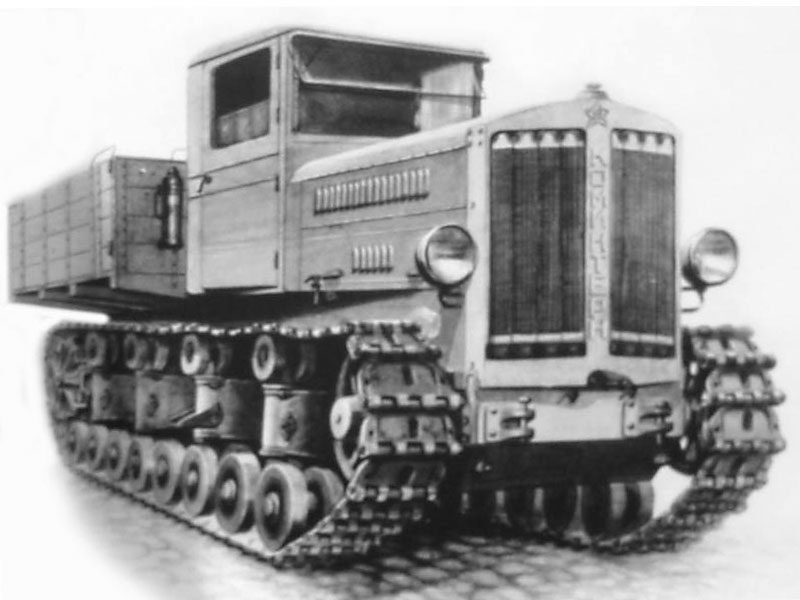
Tractor d'artilleria Komintern

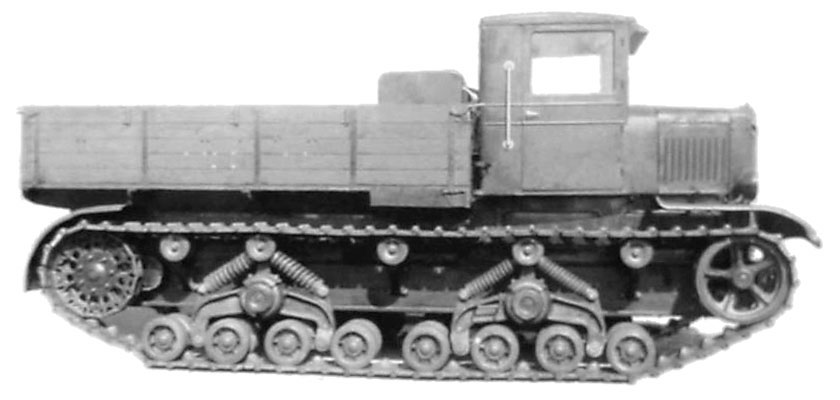
Tractor d'artilleria pesada Voroshilovets

### Tractors d'artilleria
El tractor d'artilleria Komintern del KhPZ es basava en la suspensió del tanc T-12 (50 construïts a partir de 1930) i més tard del T-24 (2.000 construïts entre 1935 i 1941), propulsat per un motor dièsel de 131 CV. A diferència dels seus tancs predecessors, el tractor va tenir més èxit i es va posar en producció en massa. El Komintern va heretar diversos desavantatges del T-24 (com la mobilitat lenta), però alguns d'ells van ser solucionats pels dissenyadors, d'altres no eren tan significatius per a un tractor com per a un tanc. El Komintern es va utilitzar per remolcar artilleria mitjana com el canó-obús de 152 mm 
El tractor d'artilleria pesada Voroshilovets també es basava en la suspensió del T-24, utilitzant el mateix però amb un motor dièsel Model V-2 com els tancs BT-7M i T-34. A partir de 1939 es van construir uns 230 a KhPZ i, després de la invasió alemanya de 1941, la producció es va traslladar a la fàbrica de tractors de Stalingrad fins a l'agost de 1942.

## Procés de disseny
Buscant un tanc fortament blindat a la categoria de "tanc mitjà", els soviètics van establir un comitè anomenat "Oficina de disseny de tancs" a la fàbrica de locomotores de Kharkov. El comitè va començar amb esborranys d'una versió gran del T-18, aquesta era la T-12 original. El T-12 tindria un motor de 200 cavalls de potència més potent i canons més grans. El comitè va construir inicialment 30 T-12 amb la seva assignació pressupostària el 1930. Els prototips del T-12 es van resumir com un disseny defectuós, i es va decidir que es redactaria un nou disseny de nou.
Finalment, el projecte va ser redesignat com a T-24, que va presentar molts canvis, inclosa una major complexitat de l'enginyeria. Els canvis inicials es van resoldre al voltant de la solució de problemes amb la transmissió i el sistema de combustible, cosa que va crear l'oportunitat de tenir una gran torreta. El casc es va eixamplar la qual cosa va oferir més espai, i les torretes ara eren arrodonides, en lloc d'un octògon. El T-24 també va proporcionar més blindatge en determinades zones.
Entre 1930 i 1931, les millores que el T-24 havia fet al T-12 eren prometedores, on es preveien 300 tancs més que els 30 inicials. Tanmateix, durant les proves dels 25 inicials produïts, van tornar a sorgir problemes que qüestionaven la fiabilitat del T-24. El T-24 es va retirar de la producció no només pels seus defectes, sinó també per la complexitat de la fabricació.

## Especificacions
El T-24 tenia un xassís de 5,68 metres de llarg, 2,8 metres d'amplada i 3 metres d'alçada. Això va permetre una tripulació d'uns 5 membres. En comparació amb els tancs nord-americans de la Segona Guerra Mundial de l'època, el T-24 comparteix gairebé exactament les mateixes dimensions que el tanc M4 Sherman, tot i que és més gran que el famós M18 Hellcat nord-americà.

### Motor
l T-24 tenia un motor de 8 cilindres M-6. El motor de benzina desenvolupava entre 250 i 300 cavall. Amb aquesta configuració del motor permetia una velocitat màxima de 25 km/h. El T-24 disposava d'un dipòsit de combustible que li permetia una autonomia d'uns 120 km.

### Armament
El tanc T-24 tenia un sol canó de 45 mm model 32 a la torreta principal. El T-24 també portava 3 metralladores DT de 7,62 mm, col·locades al voltant del muntatge coaxial de la torreta principal, a la zona de proa davantera esquerra per proporcionar flexibilitat en l'orientació i, finalment, en una torreta accionada de manera independent per sobre de la torreta principal.